# Piedmont, Kalifornien
Piedmont är en stad (city) i Alameda County, i delstaten Kalifornien, USA. Enligt United States Census Bureau har staden en folkmängd på 10 809 invånare (2011) och en landarea på 4,3 km².
Clint Eastwood bodde i Piedmont 1940-1949.